# Coma de n'Arbona
La Coma de n'Arbona és una coma situada a la intersecció entre el Penyal del Migdia i la Serra de Son Torrella, a la Serra de Tramuntana de Mallorca. Pertany al terme municipal de Fornalutx.
Consta d'un més que acceptable pendent, que s'inicia en zona de carretera a partir de la cota 700 i acaba al capdavant del Puig Major a la cota 1150, prop de la corba de la Carretera Militar.
Presenta un microclima peculiar: canalitza perfectament les entrades d'aire fred, i gràcies a les parets muntanyenques circumdants del Penyal i a la Serra de Son Torrella, concentra la major part de la precipitació quan aquesta és en forma de neu.
És de les zones de Mallorca on la precipitació és més intensa i la cota de neu és més baixa. Fins i tot després de nevar, la neu es manté aquí amb major facilitat que a les muntanyes que l'envolten. A la Coma de n'Arbona es troben fins a quatre cases de neu, tot un patrimoni cultural de la Serra, que van servir per a emmagatzemar gel per a l'estiu durant segles.